# Pseudocordylus langi
Pseudocordylus langi — вид ящірок родини поясохвостів (Cordylidae). Мешкає в Південній Африці. Вид названий на честь німецького зоолога Герберта Ланга.

## Поширення і екологія
Pseudocordylus langi мешкають в Драконових горах на кордоні східного Лесото і Південно-Африканської Республіки. Вони живуть на високогірних луках та серед скель, на висоті від 2700 до 3100 м над рівнем моря.